# Mladen Jutrić
Mladen Jutrić (sinh ngày 19 tháng 4 năm 1996) là một cầu thủ bóng đá người Áo.

## Sự nghiệp câu lạc bộ
Mladen Jutrić hiện đang chơi cho Ehime FC.